# Phlegetonia barbara
Phlegetonia barbara är en fjärilsart som beskrevs av Robinson 1975. Phlegetonia barbara ingår i släktet Phlegetonia och familjen nattflyn. Inga underarter finns listade i Catalogue of Life.